# Віллі Кайдель
Віллі Кайдель (нім. Willi Kaidel, 20 квітня 1912 — 2 квітня 1978) — німецький академічний веслувальник.
Срібний призер Олімпійських Ігор 1936 року в складі парної двійки.
Чемпіон Європи 1937 року в складі парної двійки.